# 维维耶欧库尔
维维耶欧库尔（法語：Vivier-au-Court，法語發音：[vivje o kuʁ]）是法国阿登省的一个市镇，属于沙勒维尔-梅济耶尔区。

## 地理
维维耶欧库尔（49°44'5"N, 4°49'51"E）面积9.34 平方千米，位于法国大東部大區阿登省，该省份为法国北部内陆省份，西接埃纳省，南至马恩省，东临默兹省，北与比利时接壤。
与维维耶欧库尔接壤的市镇（或旧市镇、城区）包括：伊桑库尔和吕梅勒、吕姆、默兹河畔努维永、弗里涅默兹、弗里涅欧布瓦。

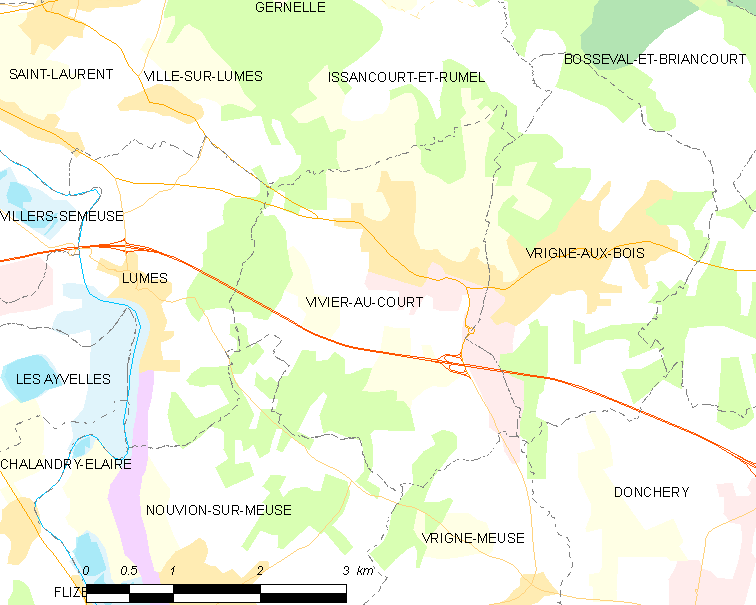
维维耶欧库尔的OSM定位图

维维耶欧库尔的时区为UTC+01:00、UTC+02:00（夏令时）。

## 行政
维维耶欧库尔的邮政编码为08440，INSEE市镇编码为08488。

## 政治
维维耶欧库尔所属的省级选区为维莱-瑟默斯县。

## 人口

1962-2008年间维维耶欧库尔人口变化图示

维维耶欧库尔于2022年1月1日时的人口数量为2811人。